# Жугури
Жугури (рос. Жугури) — присілок в Питаловському районі Псковської області Російської Федерації.
Населення становить 13 осіб. Входить до складу муніципального утворення Гавровська волость.

## Історія
Від 2015 року входить до складу муніципального утворення Гавровська волость.

## Населення
| 2001 | 2002 | 2010 |
| ---- | ---- | ---- |
| 24   | ↘20  | ↘13  |